# Homo oeconomicus
L'Homo oeconomicus è un concetto fondamentale della teoria economica classica: si tratta, in generale, di un uomo le cui principali caratteristiche sono la razionalità (intesa in un senso precipuo, soprattutto come precisione nel calcolo) e l'interesse esclusivo per la cura dei suoi propri interessi individuali.

## Il modello
L'homo oeconomicus (il termine richiama quello di Homo sapiens) cerca sempre di ottenere il massimo benessere (vantaggio) per sé stesso, a partire dalle informazioni a sua disposizione, siano esse naturali o istituzionali, e dalla sua personale capacità di raggiungere certi obiettivi. Il modello è stato formalizzato in alcune scienze sociali, particolarmente nell'economia.
L'homo oeconomicus è visto come "razionale" nel senso che egli persegue come obiettivo la massimizzazione del suo proprio benessere (definita da una certa funzione matematica detta funzione di utilità). In altre parole, questi individui perseguono un certo numero di obiettivi cercando di realizzarli nella maniera più ampia possibile e con i costi minori. Si noti che questa specifica definizione di "razionalità" non ha niente a che vedere con il senso che il termine ha di solito nell'uso comune, oltre che nella filosofia e nell'etica; rispetto alla definizione data, infatti, non ha nessun'importanza se l'individuo stia cercando di acquistare, ad esempio, qualcosa di completamente inutile, purché lo desideri e lo fissi come suo obiettivo: acquistare pane o spazzatura sono due obiettivi perfettamente identici per la teoria economica, e l'uomo viene detto razionale se, acquistando ad esempio degli escrementi di topo in bottiglia, riesce a comprarne la massima quantità al prezzo migliore. Chiaramente, affinché l'obiettivo possa essere conseguito nel migliore dei modi, è necessario che l'uomo sappia quali sono e saranno in futuro le sue più urgenti esigenze, in modo da poter calcolare esattamente la migliore decisione da prendere in ordine all'acquisto di un certo paniere di beni e servizi.
In generale, le scienze sociali considerano questa un'ipotesi non realistica, da prendere con le molle. Il termine è spesso utilizzato in senso dispregiativo nella letteratura accademica, in particolare dai sociologi, molti dei quali preferiscono spiegazioni strutturali alle azioni degli individui piuttosto che quella strettamente razionale.
In particolare, la razionalità attribuita all'homo oeconomicus consiste nel fatto che egli:
- ha certe preferenze (ad esempio, preferisce le mele alle pere) che è in grado di disporre in sequenza: quindi, se preferisce le mele alle pere e le pere alle banane, egli preferirà senza fallo le mele alle banane (proprietà transitiva).
- è capace di massimizzare la sua soddisfazione utilizzando al meglio le sue risorse: egli tenderà a massimizzare la sua utilità (e non il suo profitto).
- è in grado di analizzare e prevedere nel modo migliore la situazione e i fatti del mondo circostante, al fine di operare la scelta più corretta in ordine a detta massimizzazione

La nozione di utilità è sovente associata in economia a quella di benessere. Ne consegue che la somma delle utilità degli individui di una determinata società viene considerata come benessere sociale.
Attribuendo a tutti gli agenti economici queste caratteristiche razionali, in un mercato interamente libero, si possono costruire dei modelli economici che massimizzano l'utilità di ciascuno, ovvero conformi alla subipotesi dell'efficienza del mercato

## Critica
L'homo oeconomicus basa le sue scelte sulla valutazione della sua personale "funzione d'utilità". Egli è inoltre amorale, in quanto ignora qualsiasi valore sociale, o vi aderisce solo se vi intravede il proprio tornaconto. Alcuni ritengono che una tale ipotesi circa gli uomini sia non solo irrealistica, ma anche immorale.
L'origine storica di questa impostazione metodologica e filosofica della teoria economica è da attribuire a Léon Walras.
Economisti del calibro di Thorstein Veblen, John Maynard Keynes, Herbert Simon, e molti della scuola austriaca, criticano l'homo oeconomicus come vero protagonista dei fenomeni macroeconomici e delle previsioni economiche. Essi attribuiscono un ruolo determinante all'incertezza nelle decisioni economiche, mettendo così in ombra l'idea di un uomo in grado ad ogni istante di calcolare freddamente l'ottimizzazione della funzione di utilità a partire dalle circostanze. Essi sostengono infatti che la conoscenza perfetta non è realizzabile, da cui consegue che ogni attività economica implica un certo rischio.
Gli studi empirici di Amos Tversky mettono in questione l'affermazione circa la razionalità degli investitori. Nel 1995, Tversky ha dimostrato la tendenza degli investitori a compiere scelte non rischiose in caso di guadagno, e scelte rischiose in caso di perdita. Gli investitori si sono rivelati poco aperti al rischio in caso di piccole perdite, ma indifferenti nei confronti di una piccola probabilità di una grossa perdita. Ciò viola la razionalità economica così come solitamente intesa. Ulteriori ricerche sull'argomento, che hanno portato alla luce altre deviazioni degli attori economici dalla razionalità economica convenzionale, sono stati effettuati nell'ambito dell'emergente disciplina chiamata economia comportamentale. Con i risultati di Tversky concorda, tra gli altri, lo studio del professor Britan Knutson dell'università di Stanford, il quale mostra che la razionalità degli investitori scivola spesso verso l'emotività, quando si tratta di prendere delle decisioni finanziarie. (Rivista Neuron, settembre 2005 )
Altre critiche del modello umano di homo oeconomicus, come ad esempio quella di Bruno Frey, rilevano la preponderanza delle motivazioni estrinseche (ricompense e punizioni provenienti dall'ambiente circostante) rispetto alle motivazioni intrinseche. Per esempio, è difficile se non addirittura impossibile comprendere in che modo l'homo oeconomicus desideri essere un eroe di guerra o possa trovare una convenienza nell'esercizio della propria abilità manuale. Frey ed altri sostengono che un'eccessiva enfasi data alle ricompense ed alle punizioni può mettere in ombra le motivazioni intrinseche, scoraggiandole: pagare il proprio figlioletto per l'aver svolto delle faccende domestiche, può spingerlo a farlo non più “per aiutare la famiglia”, ma solo per intascare la ricompensa.
L'economia altruistica rifiuta il modello di egoismo non realistico, sostenendo che la gente ha degli amici nei confronti dei quali è capace di essere più o meno altruista, ciò che viola il vincolo che le funzioni di utilità degli individui debbano essere reciprocamente indipendenti.
Un'altra debolezza è stata portata alla ribalta dai sociologi, i quali sostengono che l'homo oeconomicus ignori una questione di fondamentale importanza, e cioè l'origine sociale del "proprio" gusto e della "propria" funzione di utilità, e propongono il modello di homo sociologicus, per il quale i gusti sono parzialmente o addirittura completamente determinati dal contesto sociale.
Ulteriori critiche provenienti dalla tradizione psicoanalitica (intesa in senso ampio), sottolineano che il modello di homo oeconomicus ignora il conflitto interno nel mezzo del quale gli individui reali si trovano, come ad esempio quello fra scelte a breve termine e scelte a medio termine (come ad esempio il mangiare cioccolata ed il perdere peso) o tra obiettivi individuali e valori sociali. Tali conflitti possono portare a comportamenti "irrazionali" come incoerenza e nevrosi.
Un'ulteriore critica contesta che il modello di Homo oeconomicus funziona come una profezia autoavverantesi, allorché un certo gruppo di persone (un'azienda, una società) accetta le sue premesse, in particolare l'idea che gli individui considerino sempre la loro funzione d'utilità e la cosiddetta "mano invisibile" come ciò che fa sì che le decisioni prese nel proprio interesse massimizzino il benessere dell'intero gruppo. Le strutture di governo e le norme sociali di un tale gruppo effettivamente ricompenseranno l'egoismo e scoraggeranno o ridicolizzeranno comportamenti devianti quali l'altruismo, la correttezza o il lavoro di squadra; i loro idoli saranno quelli che più spietatamente saranno in grado di massimizzare la propria funzione d'utilità.
Il più eclatante caso di profezia autoavverantesi riguardante l'homo oeconomicus è stato riscontrato nell'insegnamento dell'economia. Diverse ricerche hanno mostrato che dopo aver frequentato dei corsi di economia, gli studenti si mostravano più egocentrici di prima. Per esempio, si mostravano meno disposti a cooperare con altri in giochi tipo il Dilemma del prigioniero. Si veda al riguardo l'articolo di Thomas Frank ed al. (1993), citato alla fine.
Mettendo in relazione la dottrina degli economisti con la pratica dei teorici dell'economia, certi sociologi criticano la nozione di homo oeconomicus. Pierre Bourdieu ha scritto per esempio:
«Il mito dell'homo oeconomicus e della “teoria dell'azione razionale” [sono delle] forme paradigmatiche dell'illusione scolastica che porta il sapiente a porre il suo pensiero in testa a coloro che agiscono ed a porre al principio della loro pratica, cioè della loro «coscienza», le sue proprie rappresentazioni spontanee o elaborate o, peggio, i modelli che ha dovuto costruire per rendere ragione della loro pratica». Pierre Bourdieu, Les structures sociales de l'économie (“Le strutture sociali dell'economia”).
Bourdieu indica così che certe teorie economiche riposano su delle ipotesi comportamentali (ad esempio di consumo) certamente raffinate e razionali, ma che la gente fonda il suo comportamento sulle «piccole abitudini» legate al proprio passato o all'ambiente circostante. 
Non tutte le persone gestiscono e razionalizzano il proprio budget come fa l'economista; quindi, quando l'economista parla di homo oeconomicus come di un universale, non fa altro che proiettare su altri un comportamento che è proprio soltanto a una piccola parte degli uomini.

## Risposte
Gli economisti tendono a non essere d'accordo con queste critiche, sostenendo che può essere interessante analizzare le conseguenze dell'egoismo soltanto nell'ambito di uno studio sui comportamenti altruistici o sociali: in altre parole, l'egoismo non è un problema economico. Altri sostengono che bisognerebbe valutare le conseguenze di una così gretta avidità anche se solo una piccola percentuale ne fosse coinvolta. Ad ogni modo, gli economisti sostengono che la teoria resta in piedi anche se soltanto una piccola parte degli attori si comporta da homo oeconomicus. In tal senso, il modello di homo oeconomicus viene considerato semplicemente come una prima tappa di un cammino verso la costruzione di un modello più sofisticato.
Tuttavia, altri sostengono che l'homo oeconomicus sia un'approssimazione ragionevole per il comportamento all'interno del mercato, perché la natura umana è naturalmente, oltre che socialmente (all'interno di un mercato) portata all'individualismo. Non solo le regole interne del mercato spingono gli individui al calcolo dei costi e dei benefici, ma esse ricompensano, e dunque attraggono, i più individualisti. Può essere difficile applicare valori sociali (in quanto opposti all'interesse personale) in un mercato estremamente competitivo; ad esempio, un'azienda che rifiuti di inquinare potrebbe fallire per l'incapacità di competere.
Alla diffusa critica che gli uomini in carne ed ossa non hanno accesso gratuito all'informazione infinita, né hanno la capacità di elaborare istantaneamente le informazioni a disposizione, alcuni sostenitori del modello di homo oeconomicus hanno risposto elaborando modelli di livello superiore più realistici, contemplanti l'uso di una “razionalità limitata” e l'inserimento dell'invidia come fattore influenzante il comportamento.
Gli economisti più raffinati sono in genere abbastanza coscienti della limitatezza del modello di homo oeconomicus. In teoria, un più affidabile modello di homo oeconomicus potrebbe essere costruito proprio tenendo conto delle critiche che gli sono state rivolte.
Nota: l'utilizzo della forma latina homo oeconomicus è certamente di vecchia data; Persky (1995) lo fa risalire a Pareto (1906), ma sostiene che potrebbe essere precedente.